# 马克·贝内克
马克·贝内克（德語：Mark Benecke，1970年8月26日—）是一位德国法医生物学家，主要作品有《谋杀手段：用刑侦科学破解致命罪案》（Mordmethoden: Ermittlungen des bekanntesten Kriminalbiologen der Welt）等。